# (32270) Inokuchihiroo
(32270) Inokuchihiroo est un astéroïde de la ceinture principale.

## Description
(32270) Inokuchihiroo est un astéroïde de la ceinture principale. Il fut découvert le 4 août 2000 au Bisei Spaceguard Center par le programme BATTeRS. Il présente une orbite caractérisée par un demi-grand axe de 2,79 UA, une excentricité de 0,10 et une inclinaison de 6,4° par rapport à l'écliptique.

## Compléments